# Eutoxeres condamini
Eutoxeres condamini là một loài chim trong họ Chim ruồi.